# Serhij Rybalka
Serhij Oleksandrovytsj Rybalka (Jamne, 1 april 1990) is een Oekraïens voetballer die bij voorkeur als centrale middenvelder speelt. Hij tekende in 2008 bij Dynamo Kiev.

## Clubcarrière
Nadat hij clubtopscorer aller tijden werd van Arsenal Kharkiv werd Rybalka in 2008 getransfereerd naar Dynamo Kiev. Na twee seizoenen in het tweede elftal debuteerde de centrale middenvelder in 2010 in het eerste elftal van Dynamo Kiev. Bij gebrek aan speelminuten werd besloten om hem vanaf januari 2013 uit te lenen aan het Tsjechische Slovan Liberec. In de zomer van 2014 keerde hij terug bij Dynamo Kiev, waar hij ditmaal wel een basisplaats kreeg. Gedurende het seizoen 2017/18 werd hij verhuurd aan Sivasspor.

## Interlandcarrière
Rybalka speelde in verschillende Oekraïense nationale jeugdelftallen. In 2009 werd hij met Oekraïne –19 Europees kampioen. In 2010 debuteerde hij voor Oekraïne –21, waarvoor hij in totaal zes doelpunten maakte in tien interlands. Zijn debuut in het Oekraïens voetbalelftal volgde op 31 maart 2015 in een oefeninterland tegen Lets voetbalelftal (1–1). Na rust was hij de vervanger van zijn clubgenoot Denys Harmasj. Op 19 mei 2016 werd Rybalka opgenomen in de Oekraïense selectie voor het Europees kampioenschap voetbal 2016 in Frankrijk. Oekraïne werd in de groepsfase uitgeschakeld na nederlagen tegen Duitsland (0–2), Noord-Ierland (0–2) en Polen (0–1).